# میونگ ریه-هیون
میونگ ریه-هیون (کره‌ای: 명례현؛ زادهٔ ۱۴ آوریل ۱۹۲۶) بازیکن و مربی فوتبال اهل کره شمالی بود.